# کاربوسولفان
کاربوسولفان (انگلیسی: Carbosulfan) نوعی ترکیب آلی متعلق به گروه کاربامات هاست که به عنوان حشره‌کش کاربرد دارد. از سال ۲۰۰۷ کاربرد این ترکیب در اتحادیه اروپا ممنوع است.